# Gasterosteiformes
Gasterosteiformes é uma ordem de peixes que inclui as famílias dos cavalos-marinhos, dos peixes-trombeta, dos esgana-gatos, entre outras. É composta por 11 famílias com cerca de 260 espécies. Nestes peixes, a pélvis nunca está ligada directamente ao cleitro, e não apresenta ossos supramaxilares, orbitosfenóides e basisfenóides. O seu corpo é, com frequência, revestido parcial ou totalmente por placas dérmicas. As suas duas subordens (Gasterosteoidei e Syngnathoidei) têm também sido consideradas, por alguns autores, como duas ordens proximamente relacionadas.

## Etimologia
Gasterosteiformes significa "com forma de estômago ósseo", já que inclui os termos gregos gaster (estômago), osteon (osso) e a raiz vocabular Latina forma.

## Famílias
- Subordem Gasterosteoidei
  - Aulorhynchidae
  - Gasterosteidae
  - Hypoptychidae

- Syngnathoidei
  - Aulostomidae
  - Centriscidae
  - Fistulariidae
  - Indostomidae
  - Macroramphosidae
  - Pegasidae
  - Solenostomidae
  - Syngnathidae